# Renzo Zagnoni
Renzo Zagnoni, all'anagrafe Lorenzo Zagnoni (Cascina, 26 luglio 1953), è uno storico italiano.

## Biografia
Nasce il 26 luglio del 1953 a Cascina in provincia di Pisa e, dopo aver frequentato il liceo scientifico di Porretta Terme, si laurea alla facoltà di lettere e filosofia dell'università degli studi di Bologna nel 1977. Nel 1981 si diploma in archivistica, paleografia e diplomatica, dopo aver frequentato la scuola presso l'Archivio di Stato di Bologna. Nel frattempo, appena laureato, inizia la professione di docente; nel settembre del 1985 vince, tramite concorso ordinario, la cattedra di italiano e storia, che ha mantenuto fino al 2016 presso l'attuale istituto tecnico di istruzione superiore "Montessori-Da Vinci" di Porretta Terme.

### Storico
A metà degli anni settanta si appassiona alla storia e alle tradizioni della montagna bolognese e pistoiese e nel 1975 fonda con Maurizio Pozzi l'associazione "Gruppo di studi alta valle del Reno", che pubblica il semestrale Nueter - noialtri, organizza convegni e conferenze e stampa numerosi volumi di storia locale.
Nel 1978 promuove, assieme a Giuseppe Fanti, la fondazione della locale sottosezione poi sezione del Club Alpino Italiano.
Il suo interesse si rivolge alla complessa situazione ed ai problemi tecnici, politici e sociali connessi con i collegamenti viari esistenti e da realizzare all'inizio dell'Ottocento fra Roma, Milano e Venezia. Nel 1985 pubblica la prima edizione del testo La ferrovia transappennina - il collegamento nord-sud attraverso la montagna bolognese e pistoiese (1842-1934), opera patrocinata dal ministero dei trasporti, che documentazione proveniente da raccolte private, riproduzioni fotografiche di documenti, progetti, mappe di avanzamento lavori, atti ufficiali dei regnanti, ecc., depositati per lo più negli archivi di stato di Bologna, Firenze, Modena, Parma, Roma, nell'Archivio segreto vaticano, nell'Archivio delle Ferrovie dello Stato (4º reparto, esercizio lavori di Bologna) e varia documentazione conservata nelle biblioteche comunali di Firenze, Prato, Pistoia, Lucca e Bologna, per lo più di difficile consultazione da parte degli studiosi. Al termine dell'opera vi sono 9 pagine di postfazione a firma di un dirigente delle Ferrovie dello Stato di Bologna dedicate al problema del rimodernamento degli impianti tecnologici della ferrovia Porrettana.
Nel 1991 incontra la professoressa Gina Fasoli, allora presidente della deputazione di storia patria e si dedica allo studio della storia medievale. Nel 2004 pubblica come frutto delle sue ricerche sull'argomento il volume Il Medioevo nella montagna tosco-bolognese.
Appassionato studioso della Divina Commedia, negli ultimi anni partecipa come lettore o commentatore del celebre poema dantesco.

## Impegno civico
Il 15 ottobre 2014, in sostegno al consigliere del Partito Democratico di Porretta Simone Contro, indice una giornata di sciopero della fame, per contrastare i tagli alla sanità attuati dal Ministero della Salute nei confronti delle comunità dell'Appennino Emiliano.

## Premi e riconoscimenti
- 2009 Premio città di Porretta[6] (onorificenza del comune di Porretta Terme).

## Opere
- R. Zagnoni, Sant'Ilario di Badi. La storia della chiesa ed il restauro degli affreschi cinquecenteschi, 2008.
- R. Zagnoni. G.P. Borghi, La Madonna del Faggio, 2007.
- F. Palmieri, R. Zagnoni, Dal mulino all'idroelettrico. Dieci secoli di energie rinnovabili nell'Appennino Bolognese, 2007.
- Renzo Zagnoni, Quattro carte dalla Germania per la storia medievale dell'abbazia di Santa Lucia di Roffeno e dei conti di Amola di Montagna , p. 121 in Deputazione di Storia Patria per le Provincie di Romagna, Annuale, LVII, 2006
- Renzo Zagnoni (a cura di) Monasteri d'Appennino, edizioni del "Gruppo di Studi Alta Valle del Reno", 2006.
- Renzo Zagnoni, Paolo Foschi (a cura di) Cultura e letteratura d'Appennino, edizioni del "Gruppo di Studi Alta Valle del Reno", 2005.
- Renzo Zagnoni, Bill Homes, Paolo Digiuni (contributi di) Porretta Terme forma urbis, edizioni del "Gruppo di Studi Alta Valle del Reno", 2005.
- La Via Porrettana, Itinerario fotografico da Pistoia a Ferrara, con scritti di: Aniceto Antilopi, Francesco Berti, Arnoaldi Veli, Gian Paolo Borghi, Francesco Guccini, Claudio Rosati, Edito da Gente di Gaggio in collaborazione con la Provincia di Bologna, 2005.
- R. Zagnoni, Il Medioevo nella montagna tosco-bolognese. Uomini e strutture in una terra di confine, Porretta Terme, Ed. Gruppo di Studi Alta Valle del Reno, 2004.
- Renzo Zagnoni et alii, La Ferrovia Transappennina, il collegamento attraverso la montagna bolognese e pistoiese (1842 - 1934), edizioni del "Gruppo studi Alta valle del Reno", novembre 1985 e gennaio 2001.
- R. Zagnoni, I Signori di Stagno. Una Signoria per due versanti dell'Appennino nei secoli X-XII, 1997.
- R. Zagnoni - G.P. Borghi - A. Antilopi, La Madonna del Bosco. Storia e tradizioni di un santuario fra Calvenzano e Vergato, 1996.
- Gli *ospitali dei Canossa Bologna, Pàtron, 1994. - p. 310-323.
- M. Facci - A. Guidanti - R. Zagnoni, Le Terme di Porretta nella storia e nella medicina, 1995
- Renzo Zagnoni, Gruppo di studi Alta valle del Reno e Paolo Guidotti, Strade transappeniniche bolognesi dal millecento al primo Novecento, Bologna, CLUEB, 1991, Parte prima - La Porrettana.
- M. Facci - R. Zagnoni, Sei secoli di vita ospedaliera a Porretta; prefazione di Gina Fasoli, 1991.
- L'Ottocento ai Bagni della Porretta. Saggio di iconografia, a cura di R. Zagnoni, 1990
- R. Zagnoni, Un filo lungo cent'anni. Vicende storiche della filanda Papi (1890-1990), con una prefazione di Romano Prodi, 1990.
- R. Zagnoni - G.P. Borghi, La Madonna del Faggio. Un santuario della montagna bolognese fra Castelluccio di Porretta e Monte Acuto delle Alpi, 1988.